# Squalus megalops
El galludo ñato (Squalus megalops) es un escualiforme de la familia Squalidae, que habita a profundidades de entre 30 y 750 m en la costa oriental de Australia. Su longitud máxima es de 71 cm.